# Марквард Евзтах Фугер фон Кирхберг-Вайсенхорн
Марквард Евзтах Фугер фон Кирхберг-Вайсенхорн (на немски: Marquard Eustach Fugger, Graf zu Kirchberg und Weissenhorn; * 13 декември 1661 в Айхщет; † 19 юни 1732 в Мьорен) е граф на Фугер-Вайсенхорн, господар на Мьорен (част от Тройхтлинген) и Вьорт в Бавария.
Той е син на граф Себастиан Фугер фон Кирхберг-Вайсенхорн, господар на Нордендорф, Вьорт, Матзиз и Дутенщайн (1620 – 1677) и съпругата му Мария Клаудия Хундбис фон Валтрамс († 1702, погребана в Аугсбург), дъщеря на Йохан Конрад Хундбис фон Валтрам и фрайин Ева Елизабет цу Шпаур. Внук е на генерал граф Ото Хайнрих Фугер (1592 – 1644), императорски губернатор в Аугсбург, и втората му съпруга фрайин Мария Елизабет фон Валдбург-Цайл (1600 – 1660). Правнук е на Кристоф Фугер фон Кирхберг-Вайсенхорн, господар на Гльот (1566 – 1615 в Аугсбург) и съпругата му графиня Мария фон Шварценберг (1572 – 1622 в Аугсбург).
Брат е на граф Евзтах Мария Фугер фон Кирхберг-Вайсенхорн (1665 – 1743), господар на Нордендорф и Дутенщайн.
Марквард Евзтах Фугер получа след 1703 г. господството Мьорен.

## Фамилия
Марквард Евзтах Фугер фон Кирхберг-Вайсенхорн се жени на 18 юли 1689 г. за графиня Анна Фелицитас Франциска Фугер фон Кирхберг-Вайсенхорн (* 4 октомври 1668, Инсбрук; † 10 декември 1725), внучка на дядо му Ото Хайнрих Фугер и дъщеря на чичо му граф Йохан Ото Фугер фон Кирхберг-Вайсенхорн-Грьоненбах (1631 – 1687) и фрайин Клара Доротея фон Велсперг-Примьор (1647 – 1711). Те имат син и дъщеря:
- Йохан Карл Евзтах Франц Фугер, господар на Нордендорф, Нидералфинген, Мьорен с Гунделсхайм (* 23 ноември 1709, Аугсбург; † 12 януари 1784, Нордендорф), женен I. на 9 май 1736 г. във Вилтен за графиня Анна Куен фон Белази (1720 – 1770), II. на 29 февруари 1772 г. в Мьорен за графиня Мария Анна фон Арц фон и цу Фазег (* 4 юли 1747; † 15 юни 1822 в Аугсбург); има общо 19 деца
- Мария Йозефа Фугер фон Нордендорф (* 28 декември 1710, Аугсбург; † 13 юни 1796), омъжена на 22 ноември 1728 г. за граф Фридрих Йозеф Бонавентура фон Велсперг цу Райтенау и Примьор († 2 февруари 1745), син на граф Георг Бонавентура фон Велсперг († 1690) и графиня	Катарина Еуфемия Арц фон Фазег